# トランスネフチ
トランスネフチ(ロシア語: Транснефть)は露の国有パイプライン輸送企業。本社はモスクワのエボリューションタワーにある。同社は7万km超のパイプラインを保有。
代表はニコライ・トカレフ。